# Bakteriologie

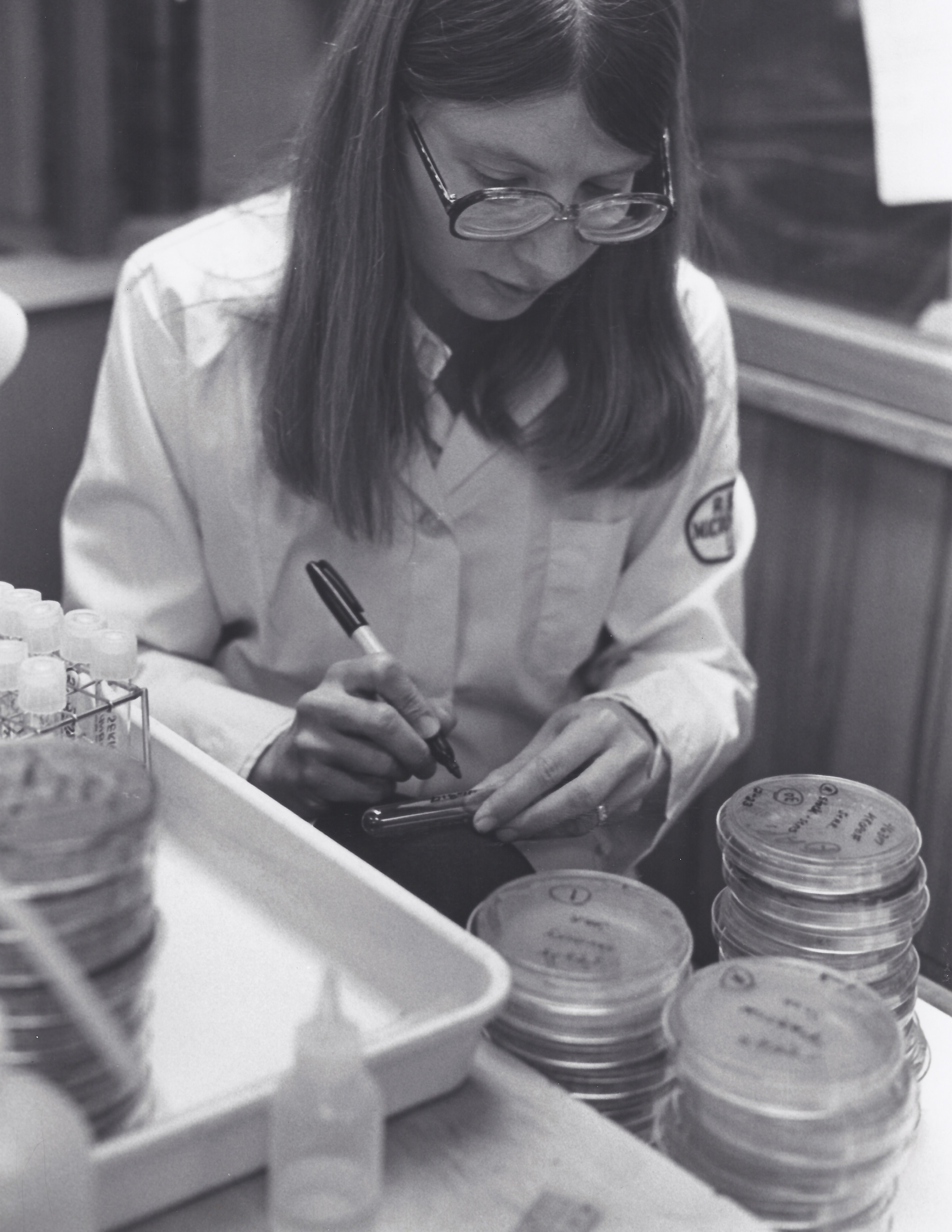
testování nových antibiotik na laboratorně chovaných bakteriálních koloniích. Bakteriologie hraje důležitou roli i v medicíně.

Bakteriologie (ze starořeckého βακτἠριον bakterion a λόγος logos) je věda, předmětem jejíhož zájmu je stavba, životní styl, systém a identifikace bakterií. Je dílčí disciplínou mikrobiologie. Kromě jiného se také zabývá patogenními bakteriemi a tak poskytuje důležité informace pro medicínu.
Základy bakteriologie položil Louis Pasteur v 19. století.

## Historie
Antoni van Leeuwenhoek už v roce 1677 při svých pozorováních mikroskopem popsal mikroorganismy. Dalšími významnými vědci v oboru byli Lazzaro Spallanzani, Louis Pasteur, Ferdinand Cohn, Martinus Willem Beijerinck, Sergej Vinogradskij a Albert Kluyver. Průkopníky lékařské bakteriologie byli Joseph Lister, Louis Pasteur, Paul Ehrlich a Robert Koch, kteří položili základy pro úspěšný boj s nemocemi pomocí antibiotik a vakcín.

### První popisy bakterií
- 1873: Mycobacterium leprae – Gerhard Armauer Hansen
- 1875: Clostridium chauvoei (syn. C. feseri) – Johann Feser
- 1876: Bacillus anthracis – Robert Koch
- 1877: Clostridium septicum – Louis Pasteur, Jules Joubert
- 1879: Neisseria gonorrhoeae – Albert Neisser
- 1880: Salmonella typhi – Karl Joseph Eberth, Erysipelothrix muriseptica – Robert Koch
- 1882: Mycobacterium tuberculosis – Robert Koch; Burkholderia mallei (syn. Malleomyces m.) – Friedrich Loeffler a Wilhelm Schütz; Streptococcus pyogenes – Friedrich Fehleisen
- 1883: Vibrio cholerae – Robert Koch; Corynebacterium xerosis – Albert Neisser a S. Kuschbert
- 1884: Corynebacterium diphtheriae – F. Loeffler; Clostridium tetani – Arthur Nicolaier
- 1885: Mycobacterium smegmatis – E. Alvarez a Ernst Tavel; Salmonella choleraesuis – Daniel Elmer Salmon; Corynebacterium pseudotuberculosis – Edmond Nocard
- 1886: Streptococcus pneumoniae (syn. Diplococcus p.) – Albert Fraenkel a Anton Weichselbaum; Erysipelothrix rhusiopathiae – F. Loeffler
- 1887: Neisseria meningitidis – Anton Weichselbaum; Corynebacterium pseudodiphthericum – Franz Adolf Hofmann; Streptococcus agalactiae – E. Nocard a Hyacinthe Mollereau
- 1888: Salmonella enteritidis – August Gärtner
- 1891: Salmonella typhimurium – Friedrich Loeffler
- 1892: Micrococcus epidermidis – William Henry Welch; Moraxella catarrhalis (syn. Branhamella catarrhalis, Neisseria c.) – Seifert a Richard Pfeiffe; Clostridium perfringens – William Henry Welch a George Nuttal
- 1893: Arcanobacterium pyogenes – Adrien Lucet
- 1894: Clostridium novyi – Frederick G. Novy
- 1896: Mycobacterium bovis – Theobald Smith; Clostridium botulinum – Emile van Ermengem
- 1897: Propionibacterium acnes (syn. Corynebacterium acnes) – Raymond Sabouraud
- 1898: Shigella dysenteriae – Kiyoshi Shiga; Mycoplasma – E. Nocard, Émile Roux
- 1900: Salmonella paratyphi B – Hugo Schottmüller; Shigella flexneri (syn. S. paradysenteriae B) – Simon Flexner a Richard Pearson Strong; Shigella boydii – Mark Frederick Boyd
- 1903: Enterococcus faecalis (syn. Streptococcus f.) – Theodor Escherich
- 1905: Treponema pallidum – Fritz Schaudinn, Erich Hoffmann; Treponema pertenue – Aldo Castellani
- 1907: Shigella sonnei D – Walter Kruse, Carl Olaf Sonne; Chlamydia trachomatis – Ludwig Halberstaedter a Stanislaus von Prowazek
- 1910: Micrococcus denitrificans – Martinus Beijerinck
- 1983: Helicobacter pylori – Barry Marshall a John Robin Warren